# Heloisa Schurmann
Heloísa Schürmann (Rio de Janeiro, ) é uma velejadora e escritora brasileira.
É autora de três best-sellers. Seu livro mais recente se chama “Pequeno Segredo”. Educou seus quatros filhos nas duas expedições de volta ao mundo da Família Schurmann, primeira família brasileira a dar a volta ao mundo em um veleiro. É graduada Professora de Inglês pela New York University com especialização na área de Pedagogia. Pesquisadora, Heloisa Desenvolveu o Programa Pedagógico da expedição Magalhães Global Adventure, intitulado “Educação na Aventura”, que foi acompanhado por mais de 2 milhões de alunos no Brasil e nos Estados Unidos. Além de palestrante, é responsável pelo núcleo de dramaturgia da produtora e pelo conteúdo digital da Família Schurmann. Atualmente realizando sua terceira expedição intitulada Expedição Oriente.  Heloísa transformou seu hobby de escrever em profissão, coordena o planejamento dos projetos da família Schürmann na área educacional e palestras empresariais. Seu apelido Formiga vem de sua energia sem fim, pois vive sem parar: trabalhando, organizando, viajando e, acima de tudo, irradiando inteligência e bom-humor.

## Família Schürmann
Em 14 de abril de 1984, Vilfredo e Heloísa Schurmann partiram de Florianópolis (SC), com os seus três filhos, para realizar um sonho: dar a volta ao mundo a bordo de um veleiro. Para isso, deixaram para trás casa, carro, trabalho, escola e o conforto da vida em terra firme. A viagem, que inicialmente duraria dois anos, se estendeu para dez. Com a realização do sonho, os Schurmann entraram para a história como a primeira família brasileira a completar a volta ao mundo a bordo de um veleiro. Primeiros brasileiros a dar a volta ao mundo de veleiro, os Schurmanns já cruzaram os 3 oceanos e 7 continentes do planeta em suas aventuras pelos mares que começaram em 1984, quando deixaram a segurança da vida em terra firme em busca de um sonho vivido em família.

## Livros

### “10 Anos no Mar” (2000)
Escrito por Heloísa Schurmann, o livro relata a primeira aventura da Família Schurmann. Depois de 10 anos de preparação, a Família Schurmann partiu de Florianópolis (SC) a bordo do veleiro Guapo no dia 14 de abril de 1984, deixando para trás a segurança da vida em terra firme em busca da realização de um sonho compartilhado em família: viver no mar. 

### Um Mundo de Aventuras” (2002)
Livro lançado em 2002 pela editora Record. Narra sua experiência de refazer a perigosa rota de um dos mais famosos navegadores da História, Fernão Magalhães. A Magalhães Global Adventures partiu de Porto Belo, em Santa Catarina, no dia 23 de novembro de 1997. E seguia, com ajuda do veleiro Aysso, a trilha do navegador Português pelos oceanos Pacífico, Índico e Atlântico. Dois anos e meio - e muitas aventuras depois - a Família Schurmann ancorou em águas brasileiras no dia 22 de abril, em Porto Seguro, para comemorar o V Centenário do Descobrimento. A Família Shurmann visitaram 15 países e oito territórios. Ao todo, foram perto de 55 mil quilômetros navegados. Tiveram grandes contatos que ficaram marcados na memória, como o encontro com o macaco tarsier, nas Filipinas, e o mergulho junto com as arraias-jamantas. E agora eles compartilham estas lembranças com os leitores. No melhor estilo dos antigos navegantes, que sempre escreviam longas cartas a seus soberanos contando o que encontraram, a família conta Um Mundo de Aventuras tudo o que passaram em sua viagem.

### “Em Busca do Sonho” (2006)
O livro "Em Busca do Sonho" reúne todas as aventuras da Família Schurmann, com destaque para o aprendizado que tiveram depois do contato com diversas culturas dos 54 países que visitaram. Lançado pela editora Record em 2006. 

### “Pequeno Segredo” (2012)
Em "Pequeno Segredo", Heloisa conta uma história sobre os presentes dados pelo acaso, que permanecem mesmo quando nos são tirados. Sobre como um filho, biológico ou não, pode modificar por completo a nossa vida. E, acima de tudo, sobre até onde podemos ir quando somos tocados pela força do amor incondicional. O livro inspirou o filme que leva o mesmo nome, dirigido por David Schurmann.